# كأس الإمبراطور 2000
كأس الإمبراطور 2000 (باليابانية: 第80回天皇杯全日本サッカー選手権大会) هو الموسم 80 من كأس الإمبراطور. فاز فيه كاشيما أنتلرز.